# Верхняя Амга
Ве́рхняя Амга́ (якут. Үөһээ Амма) — село в Алданском районе Республики Саха (Якутия) Российской Федерации. Входит в состав муниципального образования «Городское поселение город Томмот». Железнодорожная станция Амга.

## География
Расположено на юге республики, в пределах Алданского щита, на правом берегу реки Амги, в 181 км к северо-востоку от районного центра города Алдана и в 104 км от города Томмот.

## История
Основано в 1938 году как опорный пункт автодорожников на строящейся автодороге Большой Невер — Якутск.

## Население
| 1989 | 2002 | 2010 | 2021 |
| ---- | ---- | ---- | ---- |
| 200  | ↘19  | ↗27  | ↘12  |

## Инфраструктура
В селе — автодорожный участок.

## Транспорт
Ведётся строительство Амуро-Якутской железнодорожной магистрали. В 2 км к югу от села находится железнодорожная станция Амга. Автомобильный и железнодорожный мосты через реку Амгу (автомобильный — построен в конце 1980-х, железнодорожный — сдан в эксплуатацию 8 декабря 2008 года).

## Фотографии

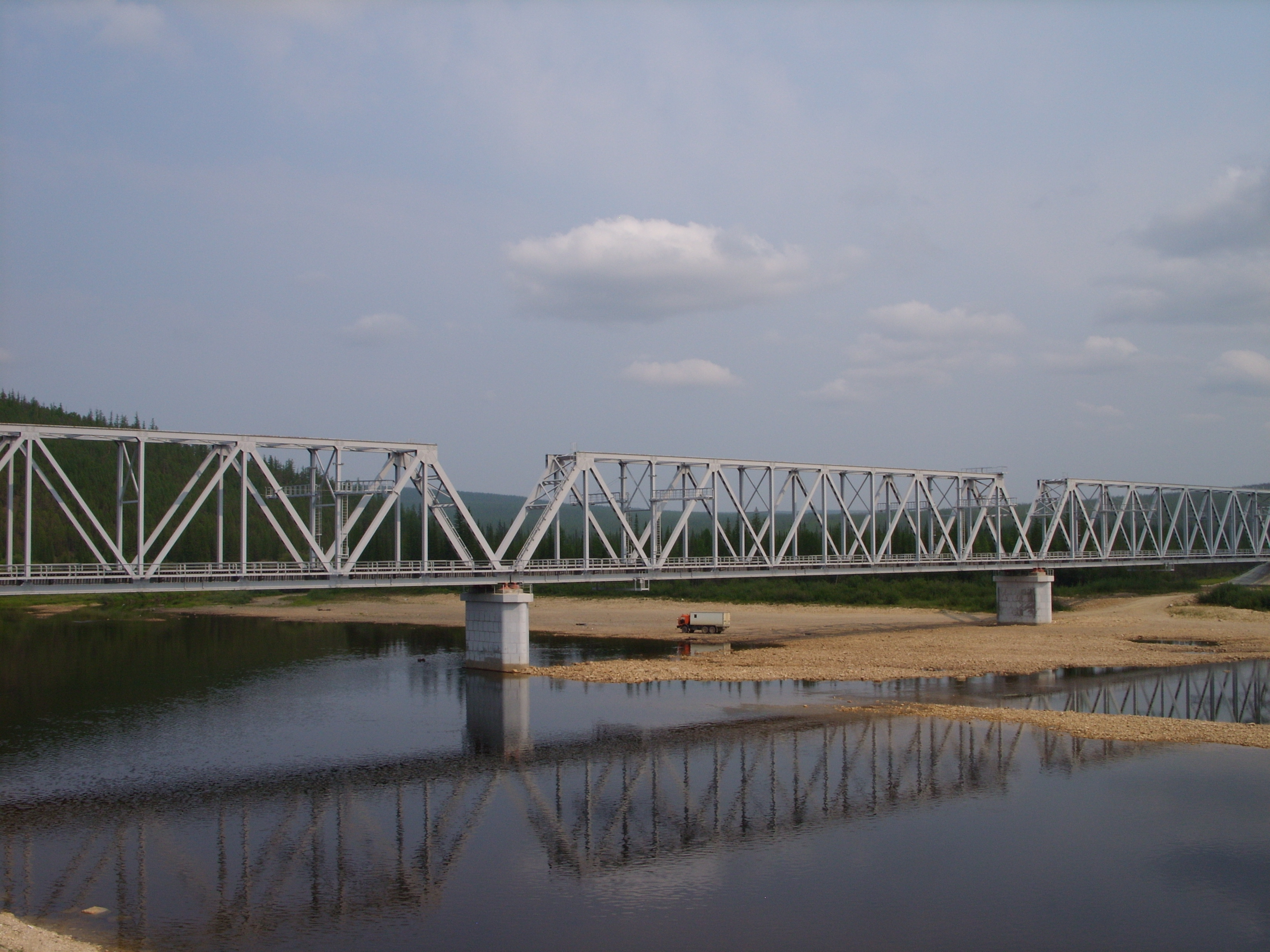
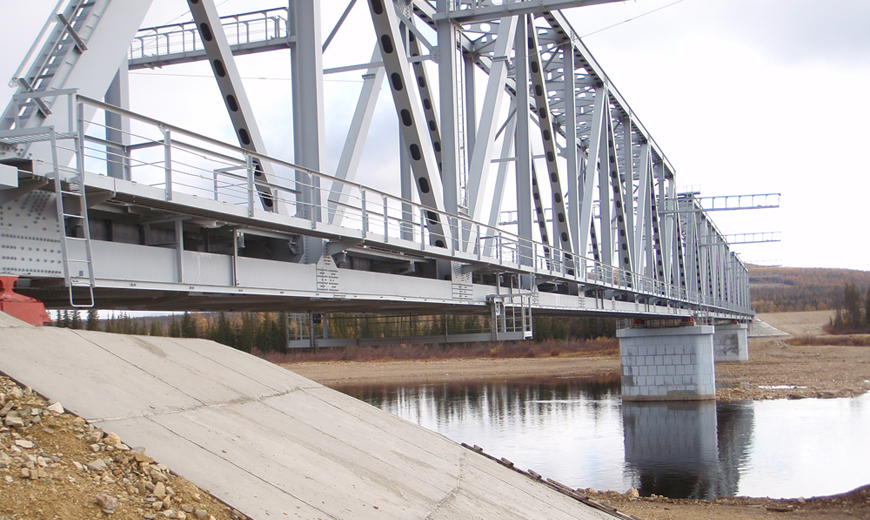
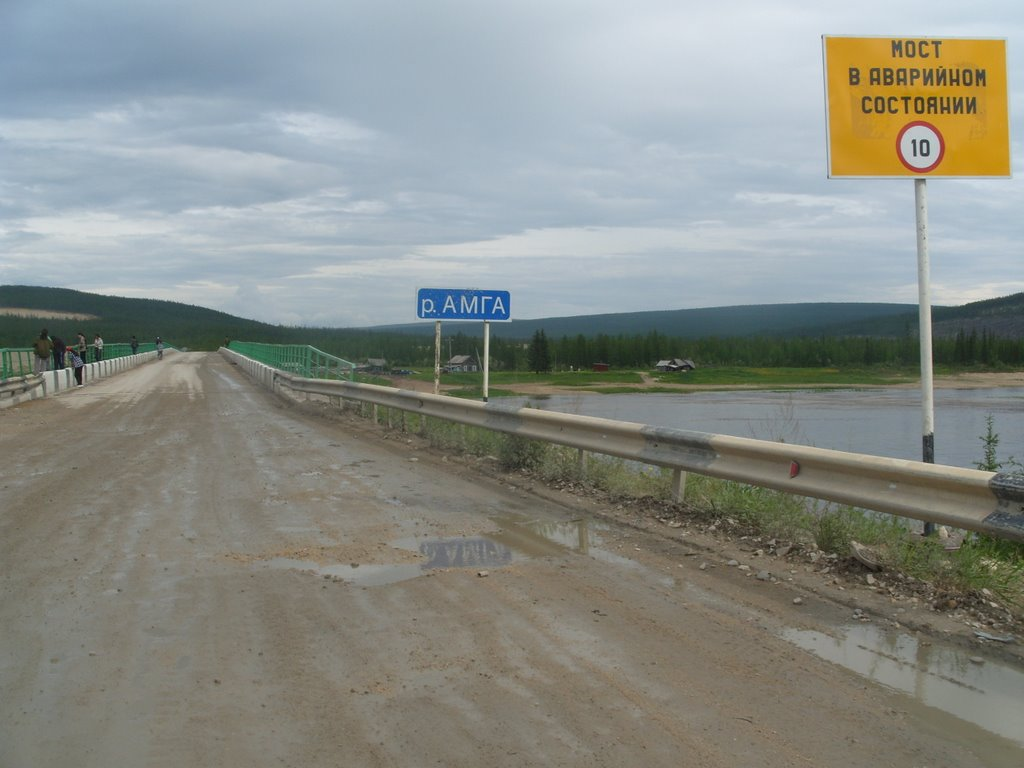
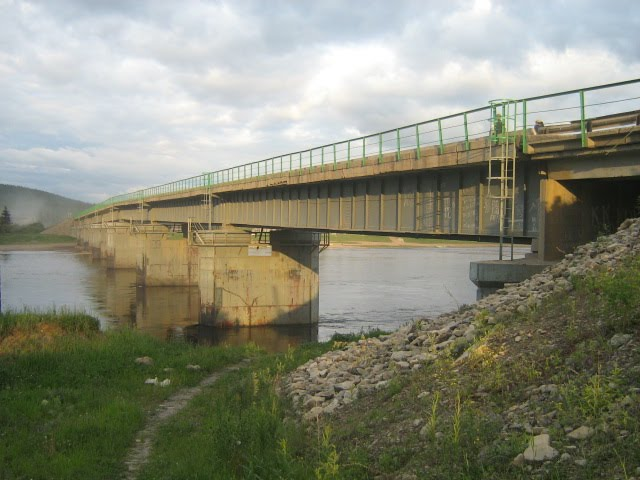
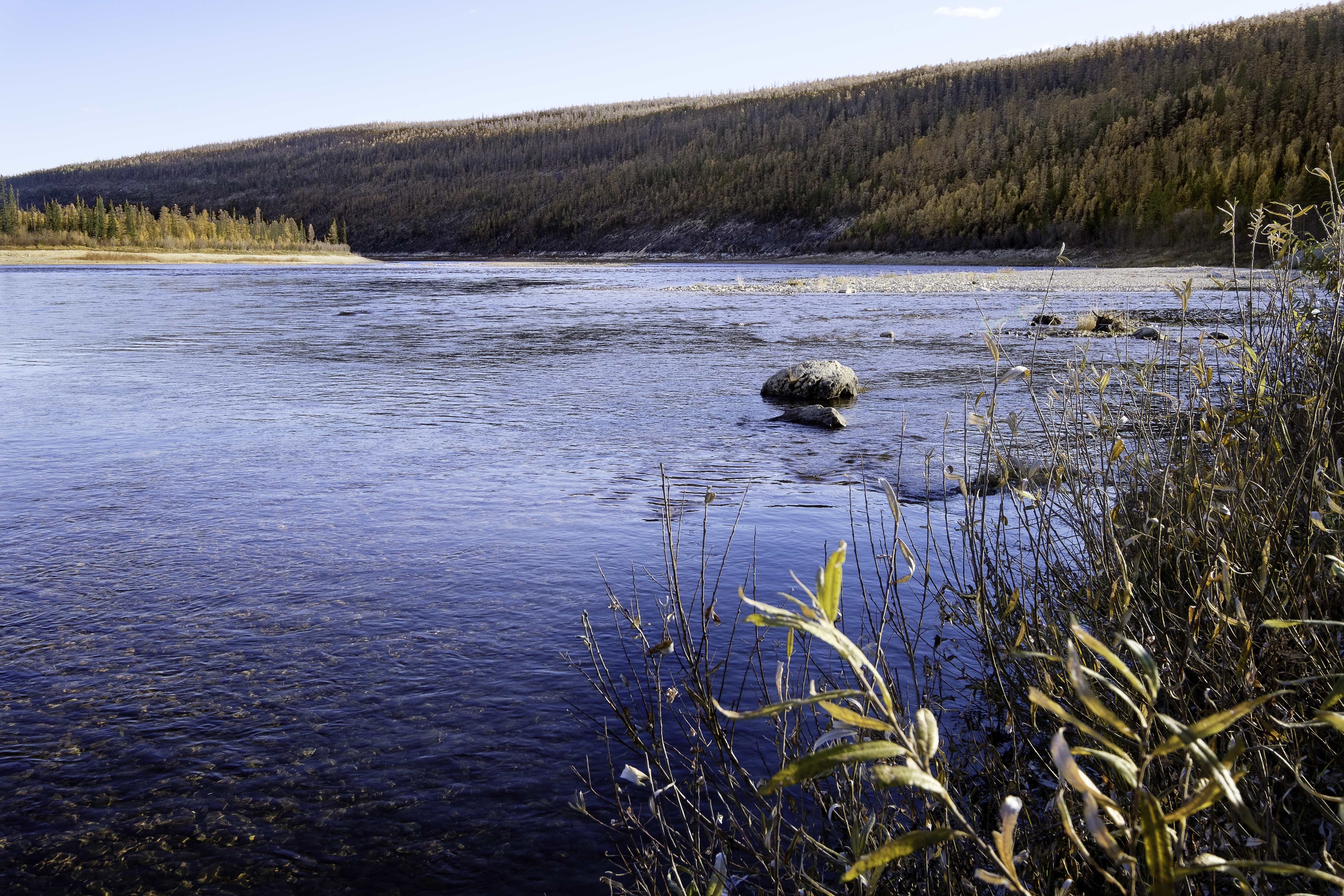